# 椎葉村立大河内小学校
椎葉村立大河内小学校（しいばそんりつ おおかわうちしょうがっこう）は、宮崎県東臼杵郡椎葉村大字大河内にある公立の小学校。

## 概要
歴史
1874年（明治7年）創立の「大河内小学校」を前身とする。現校名となったのは1947年（昭和22年）。2024年（令和6年）には創立150周年を迎えた。一ツ瀬川沿いに位置し、台風等の自然災害により校舎・校地が被害を受けることが頻繁にあった。
校章
校歌
作詞は児玉安夫、作曲は大山親衛による。歌詞は4番まであり、各番歌詞中に校名の「大河内小」が登場する。
通学区域
「椎葉村大字大河内（栂尾（つがお）地区と小崎地区を除く）」。中学校区は椎葉村立椎葉中学校。

## 沿革
- 1874年（明治7年）5月3日 - 民家を校舎とし、授業を開始。「人民共立大河内小学校」と称する。
- 1883年（明治16年）4月 - 現在地に校舎を新築の上、移転を完了。
- 1886年（明治19年）- 小学校令施行により、簡易科（3年制）を設置の上、「簡易大河内小学校」に改称。
- 1889年（明治22年）5月1日 - 町村制施行により、西臼杵郡4村（不土野・大河内・松尾・下福良）が合併の上、「椎葉村」が発足。
- 1890年（明治23年）- 尋常科（4年制）を設置の上、「尋常大河内小学校」に改称。
- 1892年（明治25年）4月 - 「大河内尋常小学校」に改称。
- 1908年（明治41年）4月 - 改正小学校令により、尋常科（義務教育年限）が4年制から6年制に改められる。尋常科5年を新設。
- 1909年（明治42年）
  - 4月 - 尋常科6年を新設。
  - 9月 - 校舎を改築。運動場を拡張。
- 1937年（昭和12年）6月 - 木造平屋建校舎1棟を増築。校地を拡張。
- 1941年（昭和16年）4月1日 - 国民学校令施行により、「椎葉村大河内国民学校」と改称。尋常科を初等科に改める。
- 1947年（昭和22年）4月1日 - 学制改革（六・三制の実施）により、新制小学校「椎葉村立大河内小学校」（現校名）に改称。
- 1954年（昭和29年）9月13日 - 台風による山津波のため、校舎・校地を流失。
- 1955年（昭和30年）
  - 9月 - 講堂および校舎が完成（復旧）。
  - 9月29日 - 台風による山津波のため、校舎1棟（5教室）が倒壊。講堂は難を免れる。
- 1957年（昭和32年）3月 - 鉄筋コンクリート造平屋建て校舎（4教室）1棟が完成。
- 1960年（昭和35年）9月 - 運動場を拡張。
- 1962年（昭和37年）6月 - 鉄筋コンクリート造2階建て校舎（4教室）を増築。
- 1967年（昭和42年）3月 - 完全給食を開始。
- 1968年（昭和43年）8月 - 校門が完成。
- 1970年（昭和45年）1月 - 全普通教室に石油ストーブを設置。
- 1971年（昭和46年）
  - 8月6日 - 台風19号による学校前山崩れのため、遊園地および施設物が流出。
  - 8月20日 - 台風23号により、いずみ植物園が流出。
- 1974年（昭和49年）11月3日 - 創立100周年記念式典を挙行。
- 1977年（昭和52年）
  - 4月 - 防火用水槽兼プールが完成。運動場を拡張。
  - 9月 - 給食を米飯給食に切り替える。
- 1982年（昭和57年）6月 - 学校裏崖崩れのため、校長住宅が土砂に埋没。
- 1983年（昭和58年）3月 - 体育館が完成。
- 1987年（昭和62年）1月 - 管理棟・給食室を改築。
- 1988年（昭和63年）1月 - 校舎（理科室・放送室）を改築。
- 1989年（平成元年）
  - 3月 - 標高標柱（標高570.1m）を設置。
  - 8月1日 - 高塚山地滑り危険のため、災害危険地区に指定される。本村全戸数、城・平地区に避難命令が出される。校長・教頭住宅は合戦原に設置。校舎が立入禁止となる。
  - 9月1日 - 本郷・合戦原集会所と大藪集会所に仮校舎（分校）を設置。
- 1990年（平成2年）
  - 1月28日 - 合戦原より、現在地の大河内小学校に復帰。
  - 3月31日 - 本校復帰に伴い、大藪分校（おおやぶ）が廃止される。
- 1996年（平成8年）1月 - 創立120周年を記念し、学校玄関前庭を整備。
- 2001年（平成13年）9月 - 校舎を改修。
- 2002年（平成14年）7月 - 旧職員住宅を解体。
- 2004年（平成16年）
  - 8月27日 - 運動場を改修。
  - 9月6日 - 台風18号に伴う本郷地区避難勧告のため臨時休業となる。
  - 9月13日 - 仮校舎（JA事務所跡）での授業を再開。
  - 9月21日 - 本校舎での授業を再開（復旧）。
- 2005年（平成17年）
  - 3月 - 創立130周年記念タイムカプセルを埋設。
  - 5月 - スポーツ少年団（卓球）を結成。
  - 9月5日 - 台風14号により、高塚山が崩壊。水源地導水管が断裂したため、学校上砂防ダムより学校飲料水を引いて確保。
- 2009年（平成21年）
  - 8月 - 校舎改築のため、大河内改善センターの仮校舎に移転。
  - 10月 - 旧校舎の解体作業を開始。
- 2010年（平成22年）8月 - 新校舎が完成。
- 2011年（平成23年）9月 - 運動場を改修。
- 2013年（平成25年）6月 - プールビニールハウスを設置。
- 2015年（平成27年）3月15日 - 創立130周年記念タイムカプセルを開封。
- 2016年（平成28年）
  - 4月 - 駐車場の横に学校田を造成。
  - 5月 - せせらぎ広場に手作りテーブルを設置。
- 2017年（平成29年）11月 - 正門前にコンクリートスロープを設置。
- 2018年（平成30年）9月 - キジを放鳥。
- 2019年（令和元年）7月 - 椎葉村立小崎小学校[3]との最後の２校間交流を実施。
- 2020年（令和2年）
  - 1月 - 体育館を改修。
  - 5月 - 体育館裏山が崩れる。
- 2021年（令和3年）
  - 2月 - 宮崎大学教育学部附属小学校との交流学習を実施。
  - 3月 - 九州大学宮崎演習林の協力により、樹名板を設置。
- 2022年（令和4年）
  - 1月 - 宮崎市立内海小学校・椎葉村立不土野小学校と遠隔交流授業を実施。
  - 8月 - 運動場夜間照明を設置。
  - 9月18日 - 台風14号により、校舎裏法面が崩壊。また、上椎葉および村所への道路が寸断され、以降同年9月22日まで臨時休業となる。
- 2023年（令和5年）10月 - 5年ぶりに大河内地区合同秋季大運動会を開催。

## 交通
最寄りのバス停留所
- 椎葉村営バス 大河内線「大河内小学校」バス停

最寄りの幹線道路
- 国道388号・国道446号

## 周辺
- 大河内保育所
- 椎葉村大河内生活改善センター
- 九州大学宮崎演習林
- 大河内簡易郵便局
- 大河内地区ヘリポート
- 一ツ瀬川